# Bhawanipatna
Bhawanipatna es una ciudad y municipio situada en el distrito de Kalahandi en el estado de Odisha (India). Su población es de 69045 habitantes (2011). Se encuentra a 313 km de Bhubaneswar.

## Demografía
Según el censo de 2011 la población de Bhawanipatna era de 69045 habitantes, de los cuales 35506 eran hombres y 33539 eran mujeres. Bhawanipatna tiene una tasa media de alfabetización del 85%, superior a la media estatal del 72,87: la alfabetización masculina es del 90,95%, y la alfabetización femenina del 78,72%. 